# المسعر (أسماء الله الحسنى)
المسعِّر هو اسم من أسماء الله الحسنى، ومعناه أن الله هو الذي يرخص الأشياء ويغليها.

## الدليل
حديث أنس بن مالك: «غَلَا السِّعْرُ عَلَى عَهْدِ رَسُولِ اللهِ ﷺ، فَقَالُوا: يَا رَسُولَ اللهِ، سَعِّرْ لَنَا! فَقَالَ: «إِنَّ اللهَ هُوَ ‌الْمُسَعِّرُ الْقَابِضُ الْبَاسِطُ الرَّزَّاقُ، وَإِنِّي لَأَرْجُو أَنْ أَلْقَى رَبِّي وَلَيْسَ أَحَدٌ مِنْكُمْ يَطْلُبُنِي بِمَظْلِمَةٍ فِي دَمٍ وَلَا مَالٍ»، أخرجه أحمد (12591)، الترمذي (1314)، وأبوداود (3451)، وابن ماجه (2200).
والحديث صححه جماعة من المحدثين منهم الترمذي، والمقدسي في المختارة، والألباني، والوادعي، وشعيب الأرناءوط.

## معنى الاسم
قال أبو عبد الله القرطبي: «والرخص: انحطاط السعر، والغلاء ارتفاعه، وكلاهما تقدير الله وتدبيره، ومقلبه ورافعه وخافضه، وذلك من أعظم البلاء والامتحان. ومن أعظم أسباب الغلاء اجتياح الزرع بالجوائح، وتعطيل الزراعة بالفتن، وقحط السماء إلى غير ذلك مما يتفرد سبحانه باختراعه، وكذلك ما يخلقه الله النفوس من الرغبة في اشتراء الأقوات وادخارها حتى لا يقدر عليها، وكذلك أسباب الرخص وهو ضدها من الخصب ونمو الزرع ونحوهما.»
قال أحمد بن عبد الرحمن البنا الساعاتي: «فيه دلالة على ان المسعر من أسماء الله تعالى وكذا الرازق وأنها لا تنحصر في التسعة والتسعين المعروفة ومعناه أنه تعالى هو الذي يرخص الأشياء ويغليها، أي فمن سعر فقد نازعه فيما له تعالى، وليس لأحدٍ أن ينازعه جل شأنه».

## من أثبت هذا الاسم لله
من العلماء الذين صرحوا بإثبات هذا الاسم لله عز وجل:
1. ابن حزم الأندلسي(ت 456هـ).[10]
2. عبد الحق الإشبليلي (ت 581هـ).[11]
3. أبو عبد الله القرطبي (ت 671ه)، قال: «ومنها المسعر جل جلاله وتقدست أسماؤه، لم يرد في القرآن اسمًا ولا فعلا، ولا في عداد الأسماء، وإنما في حديث حماد عن قتادة عن أنس.»[8]
4. ابن رسلان (ت 844هـ)، قال في شرح حديث أنس: «ثبت في هذا الحديث الذي رواه أحمد والترمذي وابن ماجه والدارمي والبزار وأبويعلى: أن المسعر من أسماء الله تعالى؛ فإن أسماء الله تعالى ليست منحصرة في التسعة والتسعين».[12]
5. أحمد بن إسماعيل بن عثمان بن محمد الكوراني (ت 893هـ)، قال «فإن قلت: أسماء الحسنى لا تنحصر في المائة ألا ترى إلى قوله: "مقلب القلوب" فإنه ليس منها. وفي الحديث: "قالوا يا رسول الله ﷺ سَعّر لنا، فقال: إن الله هو ‌المسعر"؟».[13]
6. محمد بن علي الشوكاني (ت 1250ه)، قال في شرح حديث أنس: «قَوْلُهُ: (‌الْمُسَعِّرُ) فِيهِ دَلِيلٌ عَلَى أَنَّ ‌الْمُسَعِّرَ مِنْ ‌أَسْمَاءِ ‌اللَّهِ تَعَالَى، وَأَنَّهَا لَا تَنْحَصِرُ فِي التِّسْعَةِ وَالتِّسْعِينَ الْمَعْرُوفَةِ».[14]
7. أحمد بن عبد الرحمن البنا (ت 1378هـ).[9]
8. عبد العزيز بن عبدالله بن باز(ت1420هـ).[15]
9. محمد ناصر الدين الألباني(ت1420هـ).[16]
10. مقبل بن هادي الوادعي (ت 1422هـ).[17]
11. سعيد بن علي بن وهف القحطاني صاحب حصن المسلم (ت 1440هـ).[15]
12. عبد العزيز بن عبد الله الراجحي.[18]
13. عبد الرحمن بن ناصر البراك.[19]
14. محمد بن خليفة بن علي التميمي.[20]

## من نفى الاسم
نفى بعض العلماء أن يكون المسعر من أسماء الله منهم:
1. محمد بن صالح العثيمين قال: «فالذي يظهر لي أن هذا من باب الخبر وليس من باب التسمية».[21]
2. صالح بن فوزان الفوزان.[22]
3. عبد المحسن العباد.[23]